# Integrated Taxonomic Information System

Logo ITIS

Integrovaný taxonomický informační systém (Integrated Taxonomic Information System – ITIS) je americké partnerství federálních agentur určených k poskytování konzistentních a spolehlivých informací o taxonomii biologických druhů. Společnost ITIS vznikla v roce 1996 jako mezivládní skupina ve federální vládě USA, do které se zapojilo několik federálních agentur USA, a posléze se stala mezinárodním subjektem s účastí kanadských a mexických vládních agentur. Databáze systému čerpá z velké komunity taxonomických odborníků. Primární zaměstnanci sídlí v Smithsonian National Museum of Natural History a informační služby jsou poskytovány v US Geological Survey v Denveru. Hlavním zaměřením ITIS jsou severoamerické druhy, ovšem mnoho biologických skupin lze nalézt po celém světě, a společnost ITIS proto spolupracuje s dalšími mezinárodními agenturami, aby zlepšila své globální pokrytí. ITIS a jeho mezinárodní partner, Species 2000, spolupracují na každoročním vypracování Katalogu života (Catalogue of Life), kontrolního seznamu a indexu světových druhů. Cílem je zmapovat dosud objevené taxony (1,9 milionu druhů k roku 2017) do přehledné příručky.